# Vega (cratera)
Vega é uma cratera lunar, localizada na parte sudeste da Lua, que pode ser vista da Terra.